# موتور غلامرضا (زاهدان)
موتور غلامرضا یا حاجی عبدل روستایی در دهستان کورین بخش کورین شهرستان زاهدان استان سیستان و بلوچستان ایران است.

## جمعیت
بر پایه سرشماری عمومی نفوس و مسکن در سال ۱۳۹۵ جمعیت این روستا ۴۴ نفر (۱۲خانوار) بوده‌است.